# المپیک تابستانی ۱۹۱۶

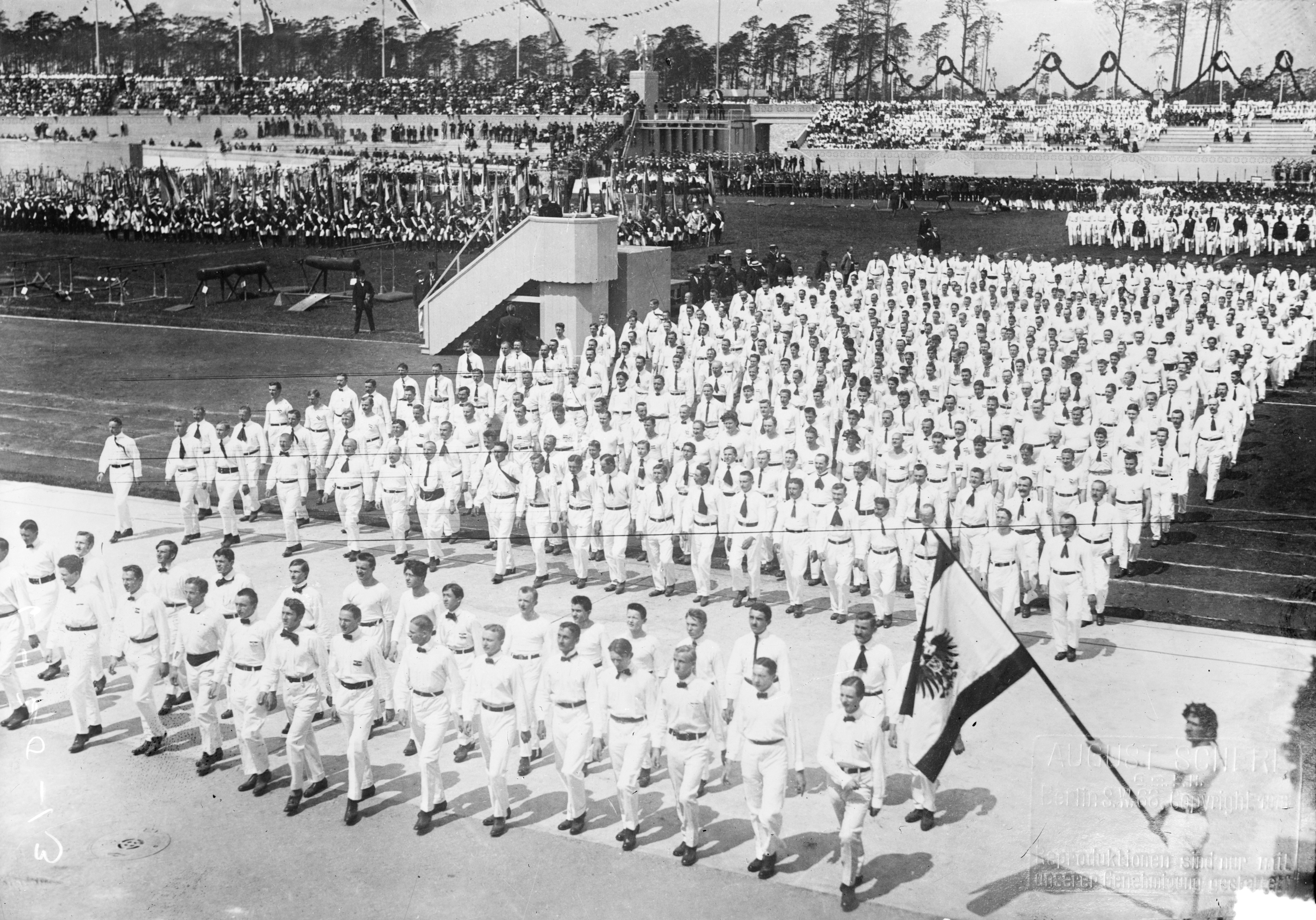
رژه تمرینی برای مراسم افتتاحیه در ۸ ژوئن ۱۹۱۳

بازی‌های المپیک تابستانی ۱۹۱۶ که با نام رسمی بازی‌های المپیاد ششم (Games of the VI Olympiad) شناخته می‌شود، قرار بود به عنوان یک رویداد چندورزشی در شهر برلین، آلمان برگزار شود که به علت جنگ جهانی اول لغو شد.

## انتخاب میزبان
کاندیداها:
1.برلین-پادشاهی آلمان
2.آمستردام-پادشاهی هلند
3.بروکسل-بلژیک
4.بوداپست-پادشاهی مجارستان
5.کلیولند، اوهایو-ایالات متحده آمریکا
6.اسکندریه-پادشاهی مصر

انتخاب: برلین
محل رای گیری: استکهلم-سوئد